# ヤラ・インターナショナル
ヤラ・インターナショナル（ノルウェー語: Yara International ASA、OSE: YAR）は、ノルウェー・オスロに本社を置き、世界50カ国以上に拠点を持つ、世界最大の窒素肥料メーカーである。ヤラ・インターナショナルの主要事業領域は尿素、硝酸塩、アンモニアといった窒素化合物を主とした窒素肥料の製造、販売である。
2004年3月26日、ノルスク・ハイドロが上場する際、肥料事業すべてを含むノルスク・ハイドロのHydro Agri部門が、ノルスク・ハイドロより独立して設立された。ノルスクハイドロはヤラ・インターナショナルの株式保有分全てをノルスク・ハイドロの株主に分配したため、ノルスク・ハイドロはヤラ・インターナショナルの経営権を持っていない。
オスロ証券取引所に上場しており、OBX指数採用銘柄の一つである。

## M&A
2007年5月、ヤラ・インターナショナルはフィンランドの化学メーカーであるケミラの化学肥料部門のKemira GrowHowの株式30.05%を取得、残りの株式の購入を申し込んだ。2010年2月には、41億USドルでTerra Industries社を買収、同社はヤラ・インターナショナルの完全子会社となり、Yara North Americaと改称した。